# COMINT (The Americans)
"COMINT" es el quinto episodio de la primera temporada de la serie de televisión dramática de época The Americans. Se emitió originalmente en FX en los Estados Unidos el 27 de febrero de 2013. El nombre del episodio hace referencia a la inteligencia de comunicaciones, una subcategoría de inteligencia de señales que se dedica a tratar mensajes o información de voz derivada de la interceptación de comunicaciones extranjeras.

## Trama
Elizabeth (Keri Russell), haciéndose pasar por inspectora de una empresa de seguridad, va a la casa de Adam Dorwin (Michael Countryman), un contratista del programa antibalístico que recientemente perdió a su esposa. Elizabeth le pregunta si había recibido comunicaciones de agentes extranjeros y él le asegura que ni siquiera le había contado a su esposa sobre su trabajo. Se revela que Dorwin es un agente de la KGB, a quien Elizabeth incitaba sutilmente a llamar a su manejador. Después de que ella se va, Dorwin procede a llamar a su encargado, Vasili Nikolaevich (Peter Von Berg), de la embajada soviética. Dorwin dice que está perdiendo el control y Vasili dice que se encontrarán pronto. El FBI se entera de que Dorwin podría estar dispuesto a espiar para ellos, ya que se está inquietando.
Elizabeth conoce a Claudia (Margo Martindale) y le dice que, si la hubieran presionado más, Dorwin le habría contado todo. Claudia le dice que Dorwin había enviado cuatro señales para una reunión la semana pasada, pero no se llevó a cabo ninguna reunión porque los equipos de vigilancia del FBI están usando un nuevo cifrado en sus radios, por lo que los agentes rusos no pueden saber cuándo los están siguiendo. Luego, Claudia le cuenta a Elizabeth sobre un agente que dirigió en Alemania Occidental, un solitario del que se hizo amiga. Un día ya no lo necesitaban y se suicidó.
Stan (Noah Emmerich) convence a Nina (Annet Mahendru) para que averigüe qué está pasando con Dorwin. Nina le practica una felación a Vasili para obtener información. Él le dice que Dorwin simplemente tiene "nerviosismo". Stan se siente herido cuando Nina le cuenta cómo consiguió que Vasili hablara. Elizabeth encuentra y seduce al contratista del FBI de las tarjetas de cifrado escondidas en los maleteros de los vehículos del FBI. Él comienza a golpearla con su cinturón y Elizabeth, fingiendo estar asustada, le ruega que se detenga. Cuando Philip (Matthew Rhys) ve las marcas en su espalda, se pone furioso y le dice a Elizabeth que se ocupará del contratista. Elizabeth se siente insultada y dice: "Si quisiera tratar con él, ¿no crees que lo harían?"
En su misión, Philip y Elizabeth discuten en el auto sobre el contratista del FBI. Elizabeth confirma que agentes del FBI los están siguiendo dos autos detrás. Philip frena de repente, provocando que el vehículo del FBI choque por detrás el coche de una mujer mayor que está entre ellos. Los agentes del FBI acuden a un taller para reparar su coche, mientras Philip finge necesitar reparaciones en su vehículo. Su coche se coloca en un ascensor adyacente. Mientras ambos autos están en elevadores y Philip distrae al mecánico y a los agentes del FBI debajo de los autos, Elizabeth, escondida en el maletero del auto de Philip, sale y, fuera de la vista, se sube al maletero de los agentes del FBI. Ella encuentra la tarjeta de cifrado que necesita, pero no puede irse porque el auto ya está arreglado. La llevan en el maletero a la sede del FBI, pero escapa y se encuentra con Philip afuera.
Stan está en casa aprendiendo ruso en cinta cuando su esposa, Sandra (Susan Misner), intenta llevarlo a la cama, pero él se niega. Ella le recuerda tiempos más felices, pero él vuelve a negarse y continúa escuchando la cinta. Al día siguiente, Nina, en la oficina de Vasili dándole sexo oral debajo de su escritorio, escucha a Arkady Ivanovich (Lev Gorn) decirle a Vasili que tienen los códigos de cifrado. Vasili le dice que organice una reunión para el día siguiente con Dorwin. Nina le dice esto a Stan y el FBI cambia los códigos.
Al escuchar estática, Arkady le dice a Vasili que el FBI debe haber cambiado los códigos y que Dorwin puede estar conduciéndolo a una trampa. Vasili va de todos modos, lo que lleva al FBI a seguirlo. Al mismo tiempo, Dorwin se encuentra en otro lugar. Elizabeth le dispara en la cabeza y lo mata. Philip se encuentra con Claudia, quien le dice que hay un topo trabajando para el FBI.

## Producción

### Desarrollo
En febrero de 2013, FX confirmó que el quinto episodio de la serie se titularía "COMINT", y que sería escrito por Melissa James Gibson, y dirigido por Holly Dale. Este fue el primer crédito de escritura de Gibson, el primer crédito de dirección de Dale. 

## Recepción

### Audiencia
En su transmisión estadounidense original, "COMINT" fue visto por aproximadamente 1,44 millones de espectadores domésticos, con un 0,5 en el grupo demográfico de 18 a 49 años. Esto significa que el 0,5 por ciento de todos los hogares con televisores vieron el episodio.  Esta fue una disminución del 25% en la audiencia con respecto al episodio anterior, que fue visto por 1,91 millones de espectadores domésticos con un 0,8 en el grupo demográfico de 18 a 49 años. 

### Reseñas críticas
"COMINT" recibió críticas extremadamente positivas de los críticos. Eric Goldman de IGN le dio al episodio un "excelente" 8,5 sobre 10 y escribió: "Vaya, este programa seguramente no embellece la vida de un espía, ¿verdad? Ya vimos que Elizabeth y Phillip habitualmente se acostaban con personas como parte de su trabajo, lo quieran o no, pero como mostró 'COMINT', eso también puede incluir algo de verdadera fealdad, ya que Elizabeth fue puesta en un escenario horrible y absolutamente peligroso por un tipo al que le gustaba infligir dolor".
Emily St. James de The AV Club le dio al episodio una calificación de "A–" y escribió: "'Comint' es quizás un poco más lento que los últimos episodios, pero podría ser mi episodio favorito del programa hasta ahora, logrando un gran desarrollo de muchos de los personajes, todo sin tener grandes momentos en los que alguien se detenga y ofrezca un monólogo sobre por qué son como son".
Alan Sepinwall de HitFix escribió: "Algunas personas logran jugar el juego el tiempo suficiente para volverse tan mayores y relativamente serenas como Granny o Vasilli. Sin embargo, otras no pueden aguantar. Es demasiado. Y está viendo el costo emocional de esto está asumiendo todos los personajes que han hecho de The Americans una televisión tan apasionante durante estas primeras cinco excelentes semanas".  Matt Zoller Seitz de Vulture le dio al episodio una calificación de 4 estrellas sobre 5 y escribió: "Según lo escrito por Melissa James Gibson y dirigido por Holly Dale, 'Comint' no se inmuta ante ninguno de sus problemas, pero nunca de las imágenes más perturbadoras están enmarcadas o cortadas de una manera que da a los personajes humillados una pizca de dignidad". 
Vicky Frost de The Guardian escribió: "Aquí hubo una discusión interesante sobre el sexo. Cómo se puede utilizar para manipular y traicionar a la parte inocente, su efecto tanto en el explotador como en el explotado, las vulnerabilidades que exponemos cuando nos quitamos la ropa antes otro".  Carla Day de TV Fanatic le dio al episodio una calificación de 4,8 estrellas sobre 5 y escribió: "'COMINT' brindó una mirada a cómo los espías y activos soviéticos y estadounidenses adquieren información y los sacrificios que se hacen para dar un paso adelante de sus adversarios, a menudo se trata de sexo". 